# Mammuthus africanavus
Mammuthus africanavus (лат.) — вид вымерших млекопитающих из семейства слоновых (Elephantidae). Второй по древности представитель рода мамонтов. Его древнейшие окаменелости имеют возраст 3 миллиона лет (конец плиоцена), а самые свежие 1,65 миллионов лет (начало плейстоцена). Его окаменелости были найдены в Чаде, Ливии, Марокко и Тунисе. Он был относительно небольшим и рассматривается как прямой предок Mammuthus meridionalis, хотя его бивни расходились в стороны шире, чем у более поздних видов мамонтов, что может свидетельствовать, что Mammuthus africanavus представлял собой «эволюционный тупик».